# Bakala episinoides
Bakala episinoides là một chi đơn loài nhện trong họ Amaurobiidae. Chúng được Hugh Davies miêu tả năm 1990, và chỉ được tìm thấy ở Australia.